# Rushworth
Rushworth is een plaats in de Australische deelstaat Victoria en telt 2066 inwoners (2006).